# Villa La Gaeta
A Villa La Gaeta é uma mansão histórica localizada nas margens do lago de Como em San Siro na Itália.

## História
A mansão, projetada pelos arquitetos e irmãos italianos Gino Coppedè e Adolfo Coppedè, foi construída em 1921 a pedido da família Ambrosoli.
Em 2006, a mansão foi usada para algumas cenas do filme de 2006 Casino Royale.

## Descrição
O edifício apresenta um estilo eclético que combina elementos do revivalismo gótico e do estilo Liberty. Uma grande torre com janelas geminadas coroada por uma lógia caracteriza a fachada voltada para o lago. O estilo da Villa La Gaeta também é encontrado em outra mansão do lago de Como, a Villa Pessina, o que gerou acusações de plágio contra os projetistas desta última ao longo do tempo.

## Galeria

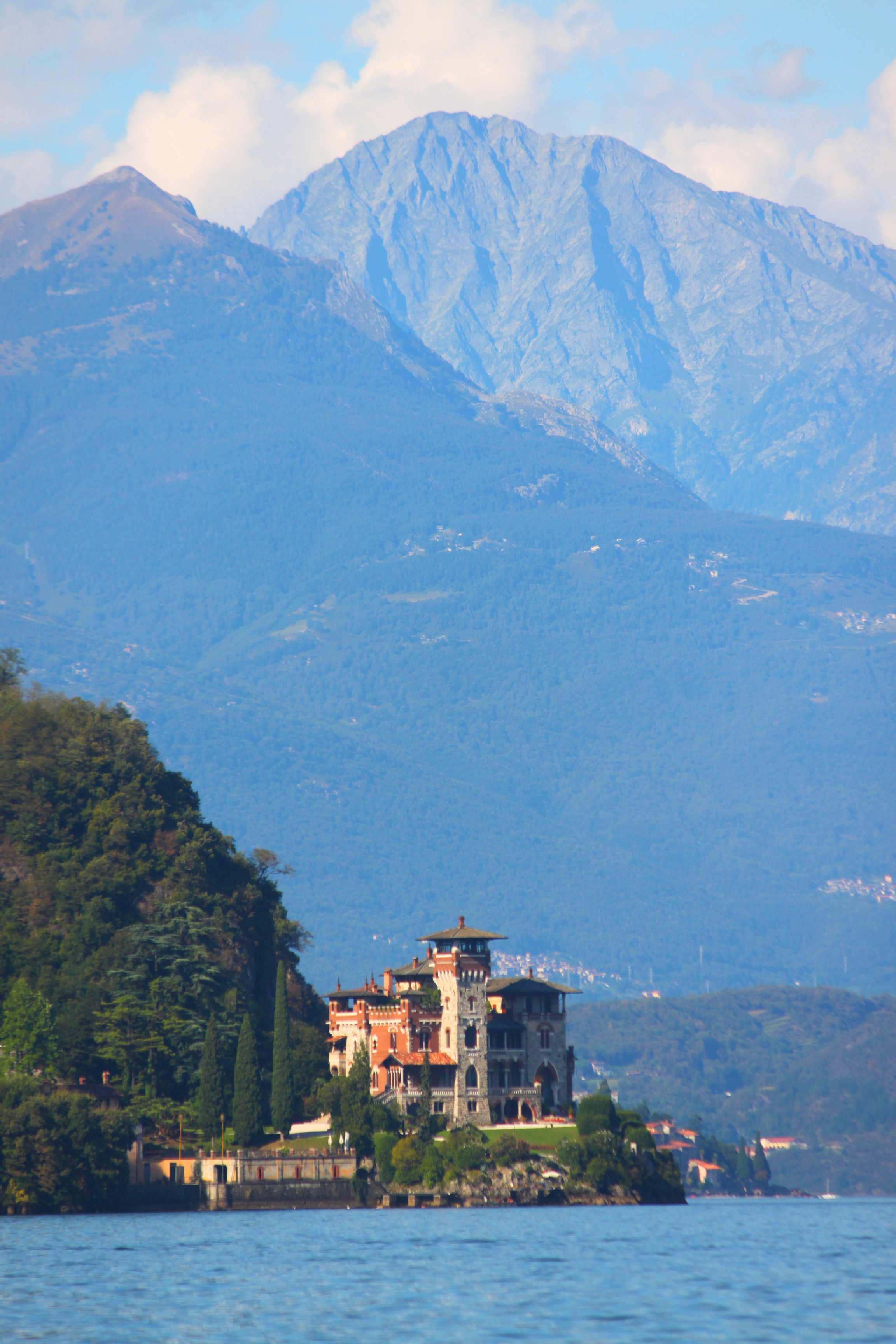
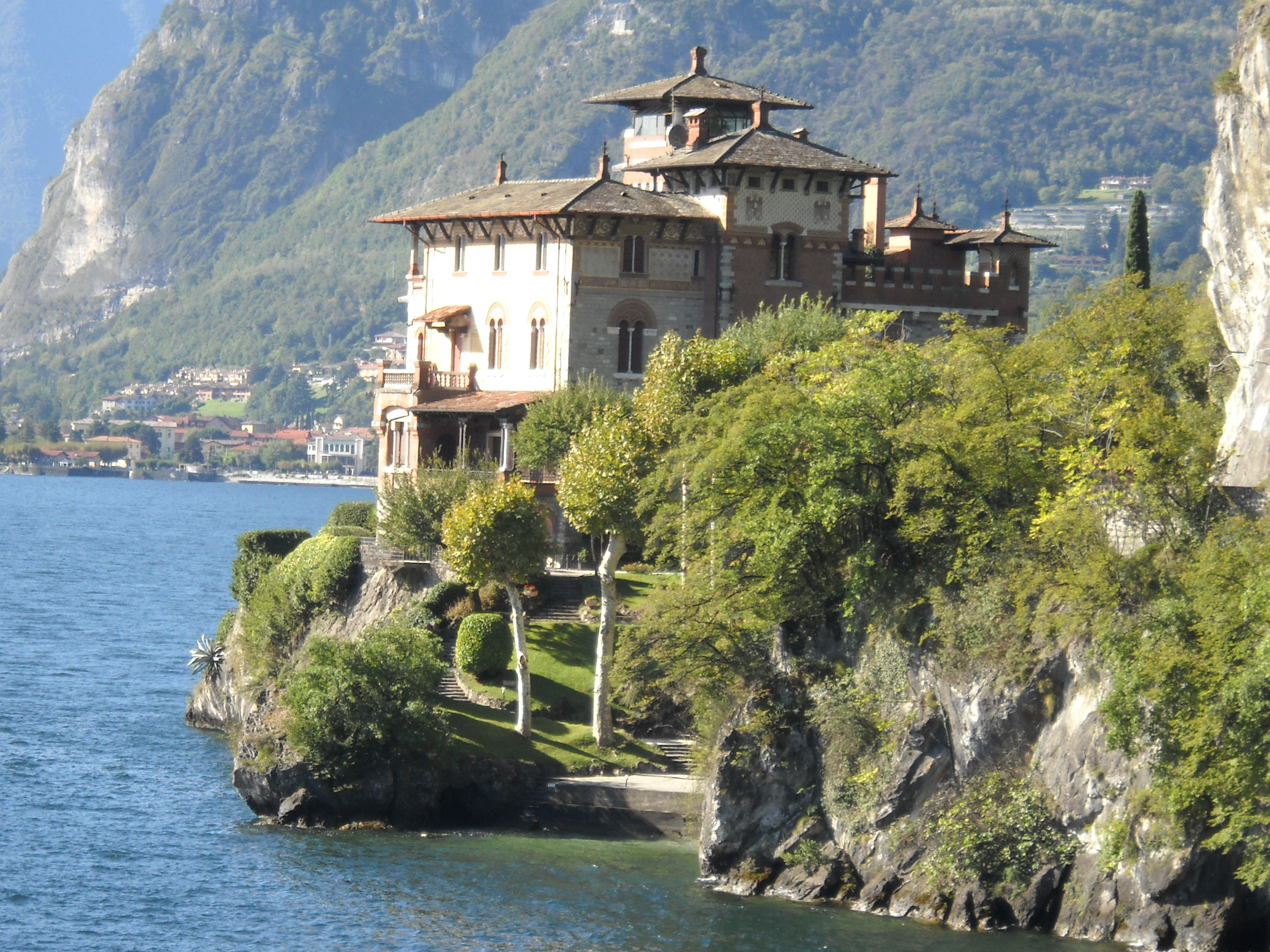